# Véronique Boudon-Millot
Véronique Boudon-Millot, geborene Millot (* 1962) ist eine französische Altphilologin und Medizinhistorikerin.

## Leben
Nach dem Schulbesuch absolvierte Véronique Millot von 1980 bis 1983 die Vorbereitungsklassen am Pariser Lycée Henri IV in der Abteilung Lettres Supérieures. 1983 wurde sie in die École normale supérieure de jeunes filles aufgenommen. 1985 erreichte sie die Agrégation de Lettres classiques, 1990 wurde sie mit einer thèse de doctorat nouveau régime zum Thema L'Art médical de Galien, introduction, texte critique, traduction et commentaire („Die medizinische Kunst des Galenos“) bei Jacques Jouanna promoviert, der sie auch angeregt hat, das Arabische zu erlernen. 
Nachdem sie von 1990 bis 1992 Stipendiatin der Fondation Thiers war, bekleidete sie von 1992 bis 2005 eine Stelle als Chargée de Recherche (wissenschaftliche Mitarbeiterin) beim Centre national de la recherche scientifique (CNRS). Während dieses Zeitraums war sie auch Lehrbeauftragte am Institut de grec der Université de Rouen (1993 bis 1994), am Institut Catholique de Paris (1993 bis 2001) sowie am Institut de grec der Université Paris-Sorbonne (Paris IV; 1995 bis 1996 und 2000 bis 2001). Am 9. Dezember 2000 erlangte sie die Habilitation à diriger des recherches mit der Schrift: Galien de Pergame. Médecine et enseignement au IIe siècle de notre ère („Galenos von Pergamon. Medizin und Bildung im 2. Jahrhundert unserer Zeitrechung“). Von 2002 bis 2005 war sie dann Direktorin der gemeinsamen Forschungseinheit (UMR) 8062 „griechische Medizin“. Ab Januar 2003 war sie zugleich Lehrbeauftragte an der École Normale Supérieure-rue d’Ulm, wo sie ein wöchentliches Seminar zur Technique d'édition des textes grecs : codicologie, paléographie et histoire de la transmission hielt. Ab 2005 war sie Forschungsdirektorin beim CNRS, seit 2006 ist sie stellvertretende Direktorin der UMR 8167 „Orient und Mittelmeer“.
Boudon–Millots Forschungsgebiet ist die antike Medizin, insbesondere der Arzt Galen. In ihrer Edition galenischer Texte verwendet sie auch arabische Handschriften, wenn diese auf früheren, nicht erhaltenen griechischen Handschriften beruhen. Seit 1993 ist sie verantwortlich für die Edition von Galens Werken in der Collection des Universités de France, nunmehr auch Member of the Advisory Board der Cambridge Galen Translations. Seit 1992 ist sie zudem Redaktionssekretärin der Revue des Études Grecques, seit 2008 Vice-présidente der Gesellschaft Semitica & Classica und Mitglied des Herausgebergremiums der gleichnamigen Zeitschrift Semitica & Classica.

## Schriften (Auswahl)
Texteditionen samt Übersetzungen
- Galien tome II. Exhortation à l’étude de la médecine. Art médical. Édition critique et traduction. Paris, Les Belles Lettres, Collection des Universités de France, 2000.
- Galien tome I. Introduction générale. Sur l’ordre de ses propres livres, Sur ses propres livres, Que l’excellent médecin est aussi philosophe. Édition critique et traduction. Paris, Les Belles Lettres, Collection des Universités de France, 2007.
- Galien tome IV. Ne pas se chagriner. Édition critique et traduction (zusammen mit J. Jouanna und A. Pietrobelli), Paris, Les Belles Lettres, Collection des Universités de France, 2010.

Monographien
- Galien de Pergame : un médecin grec à Rome. Les Belles Lettres, Paris 2012.
  - Italienische Übersetzung: Galeno di Pergamo. Un medico greco a Roma. Carocci, Roma 2016.
- L'apport des sources arabes à la biographie de Galien. Université de Tours, Département d’études helléniques, Tours 1994.

Herausgeberschaften
- Lire les médecins grecs à la Renaissance. Aux origines de l’édition médicale, Actes du colloque international de Paris (19–20 septembre 2003). Édités par V. Boudon-Millot et G. Cobolet, Paris, BIUM Paris 5 et CNRS Paris 4, coll. Médic@, De Boccard Edition Diffusion, 2004.
- Les Pères de l’Eglise face à la science médicale de leur temps, Actes du IIIe Colloque international d’études patristiques (9–11 septembre 2004). Sous la direction de V. Boudon-Millot et B. Pouderon, Paris, Beauchesne, 2005.
- Ecdotica e ricezione dei testi medici greci, Actes du Ve Colloque international (Naples, 30 septembre–2 octobre 2004). Édités par V. Boudon-Millot, A. Garzya, J. Jouanna et A. Roselli, Napoli, M. D’Auria Editore, 2006.
- La science médicale antique : nouveaux regards. Études réunies en l’honneur de Jacques Jouanna par V. Boudon-Millot, A. Guardasole et C. Magdelaine, Paris, Beauchesne, coll. Bibliothèque Historique et Littéraire, 2007.
- Femmes en médecine. Études réunies en l’honneur de Danielle Gourevitch par V. Boudon-Millot, V. Dasen et B. Maire, Paris, coll. Médic@, De Boccard Edition Diffusion, 2008.
- Storia della tradizione e edizione dei medici greci, Actes du VIe Colloque international (Paris, 10–12 avril 2008). Édités par V. Boudon-Millot, A. Garzya, J. Jouanna et A. Roselli, Napoli, M. D’Auria Editore, 2010.